# استشارة

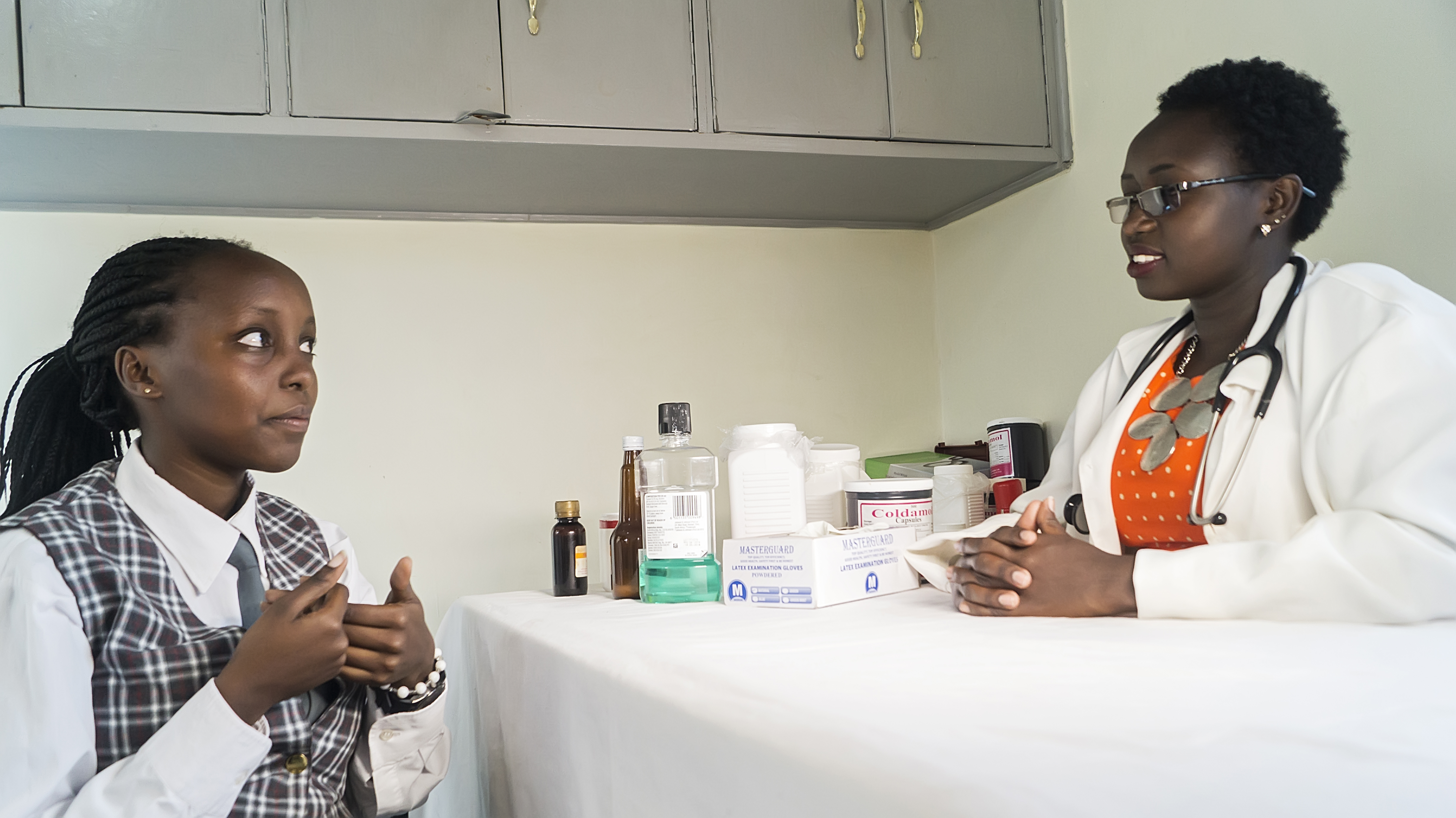
تظهر الصورة امراة تبدو من خلال زيها وحملها لسماعة انها طبيبة وامامها امراة ثانية في موقع المريض في غير حالة الكشف تطلب استشارة طبية وتنتظر اجابة من الطبيبة

الاستشارة (بالإنجليزية: consultation) هو عمل استشارة أي طلب الرأي أو الشورى. تختلف الاستشارة عن المُشاروة وهو نقاش حقيقي مفتوح لجميع الأطراف المهتمة عن تصميم المشروع من أجل مراعاة وجهات النظر المختلفة التي المعبر لإبراز المصلحة العامة. يُسمى الشخص الذي يُدلي بالشورى أو الرأي المستشار أو المُشاور أو الاستشاري أو المُستشاري.